# Gran Teatro de Luxemburgo
El Grand Théâtre de Luxembourg (Gran Teatro de Luxemburgo), inaugurado en 1964 como Théâtre Municipal de la Ville de Luxembourg (Teatro Municipal de la Villa de Luxemburgo), es el principal teatro de la ciudad de Luxemburgo para espectáculos de arte dramático, ópera y ballet. El teatro fue renovado entre 2002 y 2003 resultando en sustanciales mejoras en tecnología escénica, acústica y equipos de iluminación.

## Historia

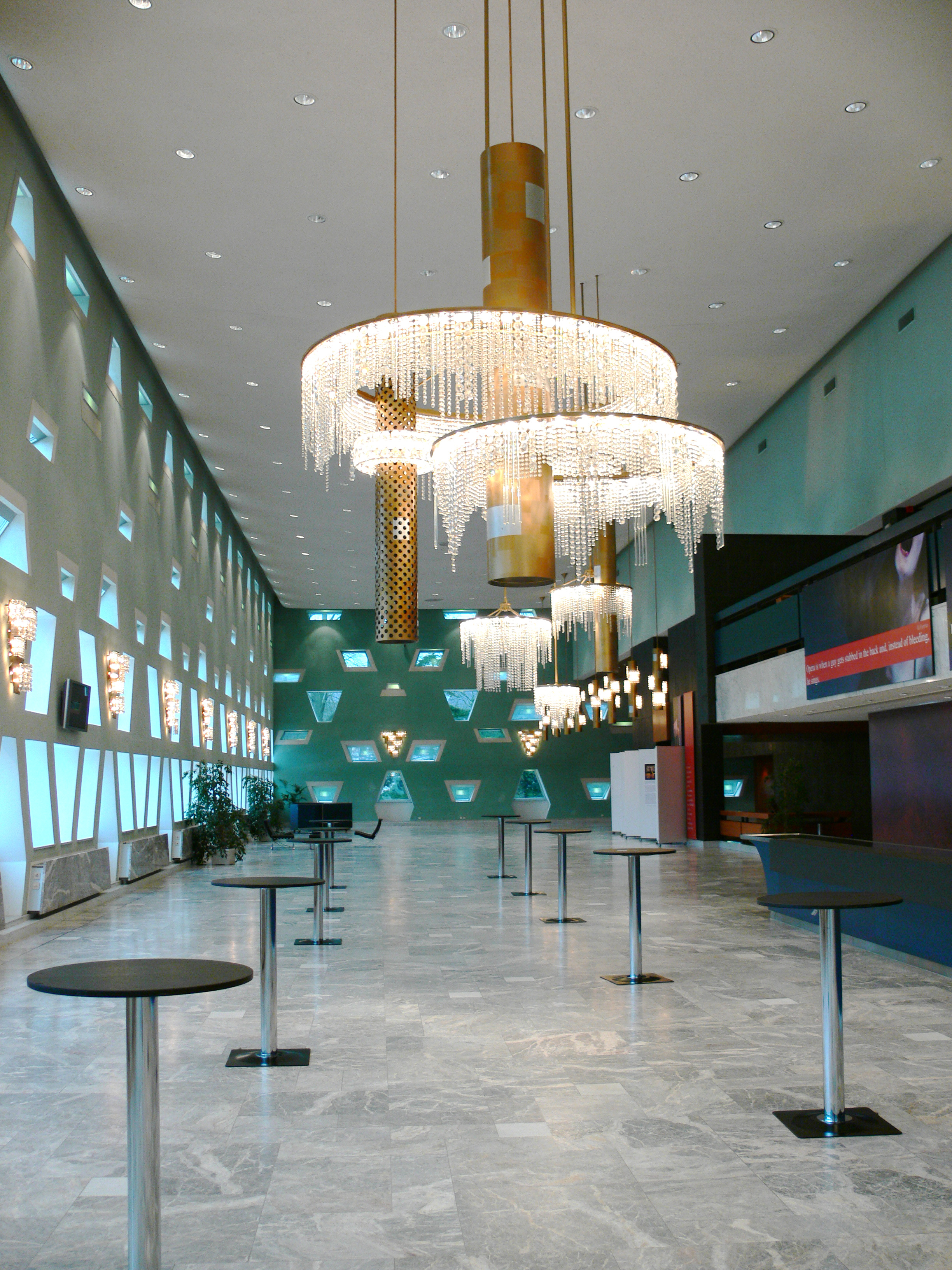
El vestíbulo superior.

Desde 1869, el principal teatro de Luxemburgo capital había sido el Teatro de los Capuchinos localizado cerca del centro histórico. En diciembre de 1958, cuando un edificio propiamente diseñado se convirtió en necesidad, se convocó una competición con vistas a completar las obras de construcción para las celebraciones del milenio de 1963. El ganador fue Alain Bourbonnais, un arquitecto parisino. Las obras comenzaron en 1959 y el teatro fue inaugurado festivamente el 15 de abril de 1964.
Con el pasar de los años, se volvió cada vez más difícil cumplir con las necesidades escénicas de las compañías en gira. Los requisitos de seguridad también exigían una mejora y el amianto tenía que ser retirado. El trabajo se encargó a Kurt Gerling y Werner Arendt de Gerling + Arendt Planungsgesellschaft mbH de Berlín. El edificio fue equipado con modernas instalaciones e instrumentos técnicos, satisfaciendo los requerimientos europeos en cuanto a tecnología escénica y gestión del edificio mientras que la arquitectura distintiva del edificio original se mantuvo intacto.

## Configuración actual
El teatro cuenta con dos auditorios: el teatro principal con 943 localidades, y el estudio con 400 localidades que puede ser compartimentalizado. Cuenta también con una aparcamiento subterráneo con más de 450 plazas. Se ha instalado un guardarropa mejorado en el vestíbulo inferior mientras que se han añadido un bar y accesorios al vestíbulo superior.

## Colaboraciones y actuaciones
Con capacidad de acoger producciones de gran calible de ópera, teatro y ballet, el Gran Teatro es uno de los lugares de actuación más sofisticados de Europa. En años recientes, la colaboración se ha extendido a la English National Opera, el Barbican Centre, el Royal National Theatre y Deutsches Theater de Berlín. Ha habido coproducciones con el Teatro Real de la Moneda en Bruselas, el Wooster Group de Nueva York, y el Teatro Nacional de la Opéra-Comique de París. Las compañías de danza visitantes incluyen al Nederlands Dans Theater, Anne Teresa De Keersmaeker, y la compañía Michael Clark. El teatro ha acogido en dos ocasiones el Festival de la Canción de Eurovisión, en 1973 y de nuevo en 1984.